# Boris Turčák
Boris Turčák (* 21. února 1993, Čadca) je slovenský fotbalový záložník, od ledna 2017 působí v klubu FC Petržalka Akadémia. Mimo Slovensko působil na klubové úrovni v Rumunsku.

## Klubová kariéra
Svoji fotbalovou kariéru začal v ŠK Slovan Bratislava. Mezi jeho další kluby patří: ŠK SFM Senec, FC Nitra, MFK Ružomberok, ŠKF Sereď, Universitatea Kluž, FK Pohronie, FC Petržalka Akadémia.

## Reprezentační kariéra
Turčák nastupoval za slovenské mládežnické reprezentace U15, U16, U17, U18 a U19.